# Kloster Notre-Dame-de-Ré
Die Abtei Nôtre-Dame-de-Ré, genannt Les Châteliers, ist ein ehemaliges Zisterzienserkloster im östlichen Teil der Île de Ré auf dem Gebiet der Gemeinde La Flotte, das heute in Ruinen liegt.

## Geschichte

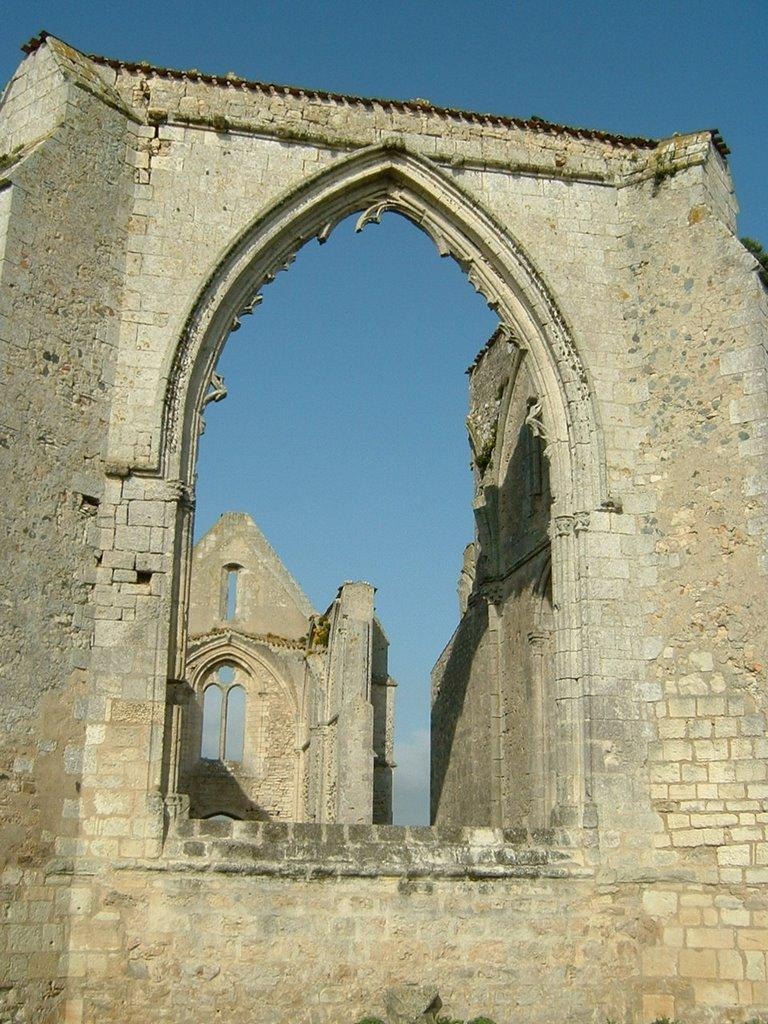
Chor

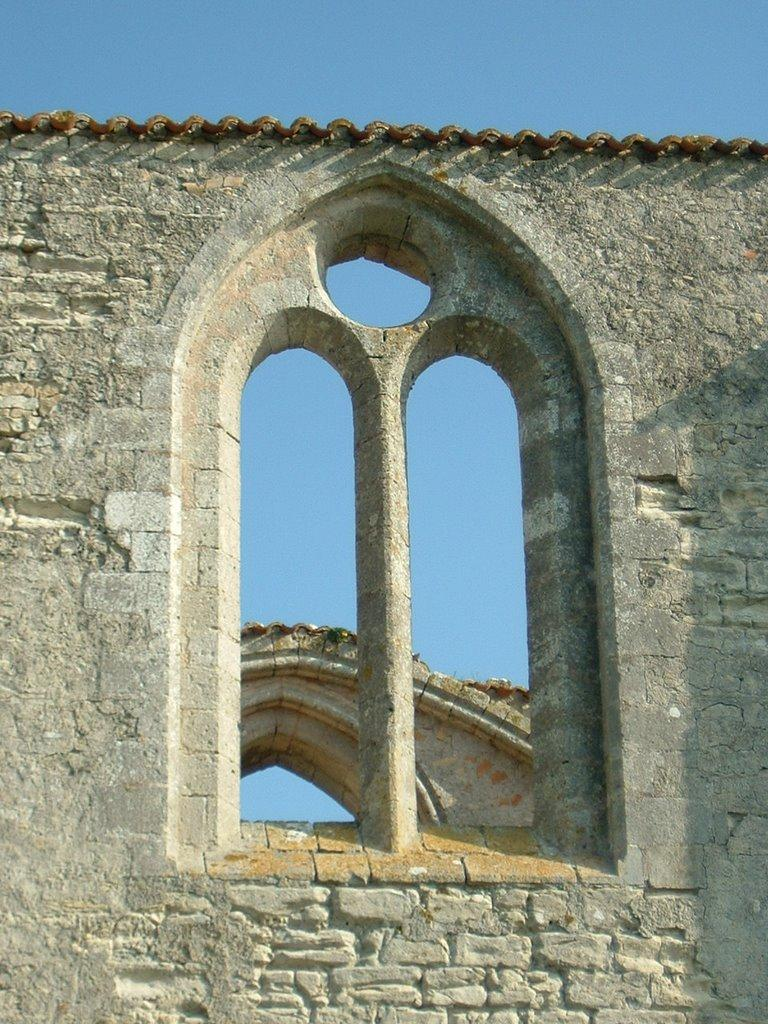
Fenster am Längsschiff

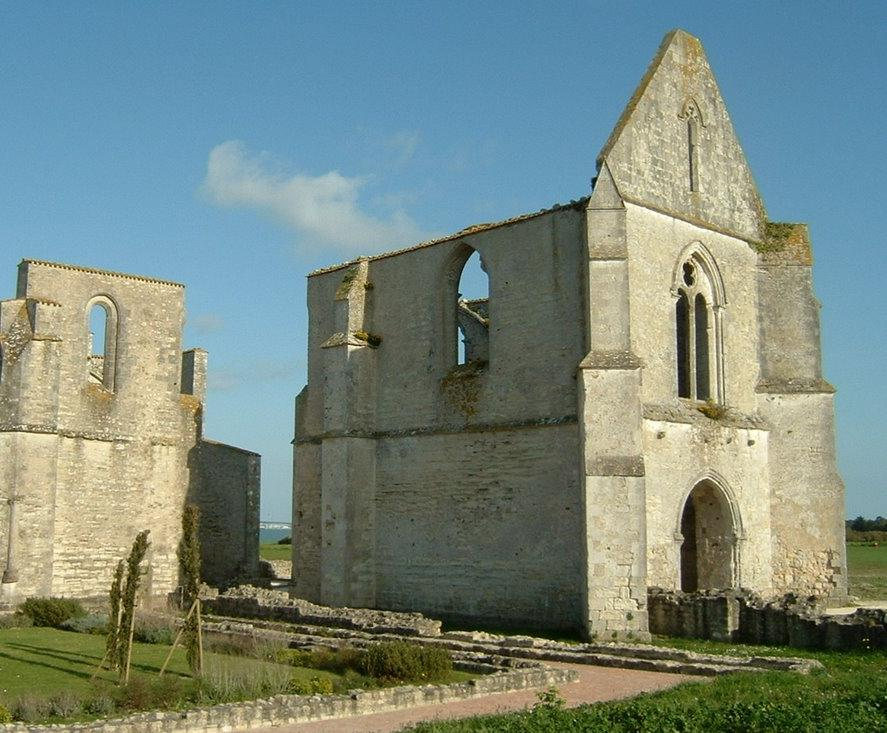
Ansicht von Norden, vom Kloster her

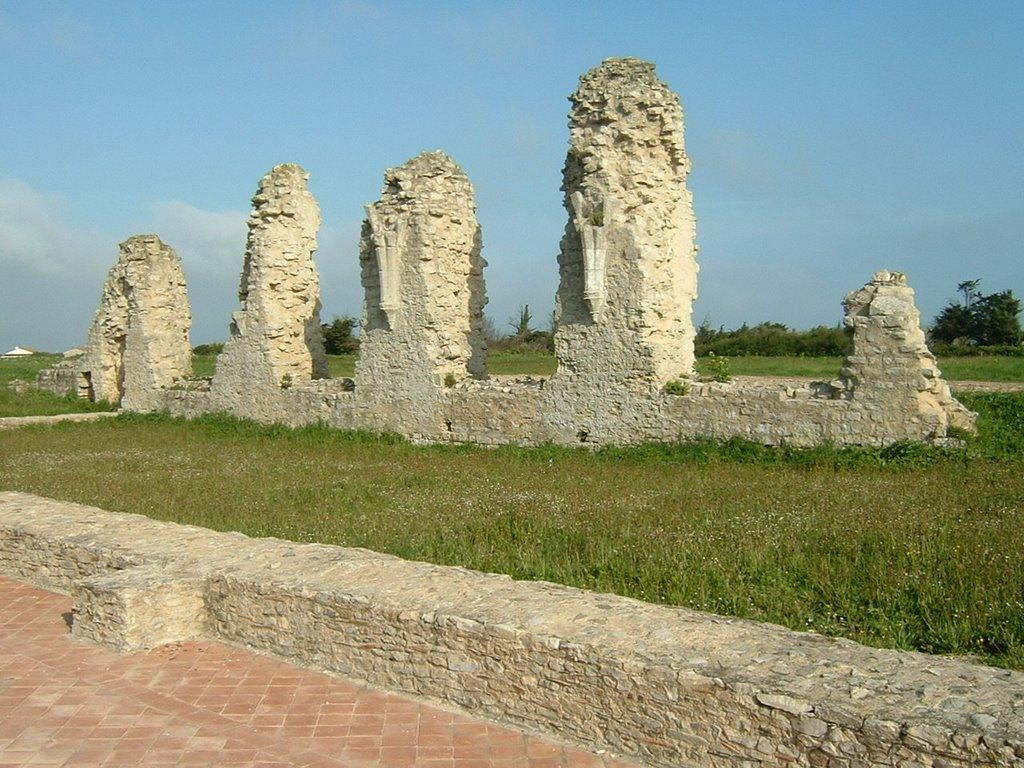
Reste des Refektoriums

Die Abtei wurde zwischen 1150 und 1190 mit Zustimmung des Grundherrn, Elbe de Mauléon, als Tochterkloster der Primarabtei Pontigny gegründet. Sie wurde in der Nähe einer Festung gebaut, die später zerstört wurde. Das Kloster wurde nach und nach auch das politische Zentrum des größten Teils der Insel. Die heutigen Ruinen stammen aus dem 14. Jahrhundert. Das Kloster wurde 1294 zum ersten Mal von einer englischen Flotte zerstört, danach wieder aufgebaut.
Eine zweite Zerstörung erfolgte 1388, eine dritte 1462. Dieser dritte Vorfall war so gravierend, dass ein Neubau von Grund auf erforderlich wurde, vor allem der Abteikirche Notre-Dame. Am 29. November 1463 starb in dieser Abtei Maria von Anjou, Königin von Frankreich als Ehefrau (nunmehr Witwe) des Königs Karl VII.
1574 wurde das Kloster durch die Hugenotten erneut verwüstet und danach aufgegeben. Steine wurden zum Bau des in der Nähe gelegenen Fort de la Prée benutzt. Der Rest wurde den Oratoriern gegeben, die den Chor der ehemaligen Kirche in eine Kapelle umwandelten und diese dem heiligen Laurentius widmeten. Dieses Restkloster wurde 1793 aufgehoben. Das Kloster verfiel nun völlig, lediglich die Tatsache, dass es der Schifffahrt als Landmarke diente (die Fassade der Kirche war lange Zeit in schwarz und weiß gestrichen), führte zu gelegentlichen Versuchen der Restaurierung. 
1967 fanden auf dem Gelände umfangreiche Ausgrabungen statt. 1997 wurde die Ruine durch das Conseil Général gesichert.

## Beschreibung

### Die Abteikirche
Die Klosterkirche ist der am besten erhaltene Teil der Ruinen. Der Bauart nach stammt sie vom Beginn des 14. Jahrhunderts, also aus der Zeit nach der Verwüstung von 1294. Die Kirche ist einschiffig, das Gewölbe mit doppelten Jochbögen ist eingebrochen. Die Traufseitenmauer und die Westfassade hingegen sind fast intakt. Das Längsschiff führt zu einem Querschiff, dessen zwei Sprossen kleine rechteckige Kapellen enthielten. Hiervon sind lediglich die Fundamente erhalten, dies ist der am wenigsten erhaltene Teil der Kirche. Der Chor war früher mit Spitzbögen überdacht, von denen nur noch Reste zu sehen sind, die durch kürzlich erfolgte Arbeiten verstärkt wurden. Dieser Teil stammt vermutlich aus dem 15. Jahrhundert und stellt somit den jüngsten Bauteil des Bauwerks dar.

### Die Konventsgebäude
Von diesen Gebäuden ist nach der Zerstörung und einem Abriss im 17. Jahrhundert so gut wie nichts erhalten geblieben. Der Kreuzgang im Norden der Kirche ist noch sichtbar, die Begrenzungsmauer wurde wiedererrichtet, ebenso wie der Plattenbelag der Galerien. In seiner Mitte befindet sich ein kleiner Garten. Der Kapitelsaal, der am nördlichen Teil des Querschiffs und die Sakristei anschließt, blieb nicht erhalten, ebenso wenig wie die Sakristei selbst. Nördlich des Klosters stand das Refektorium, von dem nur ein Stück Mauer übriggeblieben ist.
Die Lage der anderen Gebäude bleibt trotz Ausgrabungen rein hypothetisch. Die Funde der Ausgrabungen sind im Maison du Platin in La Flotte ausgestellt.